# Lorraine Gary
Lorraine Gary, all'anagrafe Lorraine Gottfried (New York, 16 agosto 1937), è un'attrice statunitense, principalmente conosciuta per il ruolo di Ellen Brody nei film Lo squalo, Lo squalo 2 e Lo squalo 4 - La vendetta.

## Biografia
Nata a New York il 16 agosto 1937, Lorraine Gary è cresciuta a Los Angeles. All'età di 16 anni, vinse un premio come miglior attrice presso la prestigiosa Pasadena Playhouse. Le venne quindi offerta una borsa di studio per iscriversi alla Pasadena Playhouse, ma rifiutò l'offerta e si iscrisse alla Facoltà di Scienze politiche della Columbia University.
Iniziò la sua carriera recitativa sul finire degli anni sessanta, partecipando a numerosi spettacoli televisivi. Il picco massimo della propria notorietà lo raggiunse con la sua interpretazione di Ellen Brody, premurosa moglie del capo della Polizia Martin Brody nei primi due episodi de Lo squalo. Il resto della sua carriera consiste prevalentemente in alcune commedie e in svariate piccole partecipazioni e cammei che arrivano fino al 1979. In quell'anno, la Gary decise infatti di ritirarsi. Decisione sulla quale poi tornò volontariamente indietro anni dopo per accettare il ruolo da protagonista nel quarto capitolo della saga che l'ha resa famosa: Lo squalo 4 - La vendetta. Dopo aver dato vita per l'ultima volta ad Ellen Brody, il suo ritiro divenne definitivo.

## Vita privata
Il 19 agosto 1956 sposò Sid Sheinberg, presidente della MCA, società attiva nel settore della televisione e della musica, nonché distributrice di prodotti televisivi e videocassette. La coppia ebbe due figli, Bill e Jonathan Sheinberg.

## Filmografia parziale

### Cinema
- Lo squalo (Jaws), regia di Steven Spielberg (1975)
- Car Wash, regia di Michael Schultz (1976)
- I Never Promised You a Rose Garden, regia di Anthony Page (1977)
- Lo squalo 2 (Jaws 2), regia di Jeannot Szwarc (1978)
- Zero to Sixty, regia di Don Weis (1978)
- Just You and Me, Kid, regia di Leonard Stern (1979)
- 1941 - Allarme a Hollywood (1941), regia di Steven Spielberg (1979)
- Lo squalo 4 - La vendetta (Jaws: The Revenge), regia di Joseph Sargent (1987)

### Televisione
- Il virginiano (The Virginian) – serie TV, episodi 5x21-7x26-9x13 (1967-1970)
- Ironside – serie TV, 7 episodi (1968-1973)
- The City, regia di Daniel Petrie – film TV (1971)
- Partners in Crime, regia di Jack Smight – film TV (1973)
- Pray for the Wildcats, regia di Robert Michael Lewis – film TV (1974)
- Griff – serie TV, episodio 1x13 (1975)
- S.O.S Miami Airport (Crash), regia di Barry Shear – film TV (1978)

## Doppiatrici italiane
- Flaminia Jandolo in Lo squalo, Lo squalo 2
- Maria Pia Di Meo in Lo squalo 4 - La vendetta
- Antonella Rinaldi in Lo squalo (ridoppiaggio)